# حزب العمال الاشتراكي في لوكسمبورغ
حزب العمال الاشتراكي في لوكسمبورغ (بالفرنسية: Parti ouvrier socialiste luxembourgeois)‏ هو حزب سياسي لوكسمبورغي، أسس في 5 يوليو 1902، يقع مقره في مدينة لوكسمبورغ.

## أعضاء بارزون
- كود سباركل
- تحديث القائمة

- جان أسيلبورن
- جاك بووس
- Nicolas Schmit
- Victor Bodson
- ماتياس كليمنس
- إيتيان شنايدر
- Robert Goebbels
- ريمون فويل
- Mars Di Bartolomeo
- Robert Krieps